# El Nanche, Miahuatlán de Porfirio Díaz
El Nanche är en ort i Mexiko.   Den ligger i kommunen Miahuatlán de Porfirio Díaz och delstaten Oaxaca, i den sydöstra delen av landet, 400 km sydost om huvudstaden Mexico City. El Nanche ligger 1 503 meter över havet och antalet invånare är 150.
Terrängen runt El Nanche är kuperad norrut, men söderut är den platt. Runt El Nanche är det ganska tätbefolkat, med 70 invånare per kvadratkilometer. Närmaste större samhälle är Miahuatlán de Porfirio Díaz, 9,1 km söder om El Nanche. Omgivningarna runt El Nanche är en mosaik av jordbruksmark och naturlig växtlighet.